# Regarding Margie
«Regarding Margie» (с англ. — «Касательно Мардж») — двадцатая серия семнадцатого сезона мультсериала «Симпсоны», посвящённая тому, как Мардж потеряла память.

## Сюжет
Барт, Нельсон и Милхаус решают заработать денег и без разрешения владельцев домов пишут всем номера домов на бордюре. Гомер отказывается платить и парни укорачивают номер Симпсоновского дома на один номер. Им начинают приходить письма на адрес «Вечнозеленая Аллея, 74». Позже им по ошибке приходит письмо, в котором говорится, что Мардж выиграла в конкурсе одного журнала. В качестве приза к ним придут высококвалифицированные домохозяйки и уберутся в их доме. Из-за этого у неё начинается паранойя. Ей кажется, что эти домохозяйки будут плохо о них говорить, и Мардж начисто убирает весь дом. Но перед приходом уборщиц она находит маленькое, но сложнооттираемое пятнышко на кухне. Мардж решает смешать все свои чистящие средства, чтобы оттереть пятно. От запаха этой смеси у Мардж начинается головокружение, она падает и ударяется головой о маленький стульчик.
Просыпается Мардж уже в больнице. Все хорошо, но она никого не узнает! Доктор Хибберт выписывает её. Симпсоны везут Мардж домой, где она по звукам вспоминает всех — Лизу, Барта, Мэгги, Милхауса, Фландерса, но не может вспомнить Гомера. Он делает все, чтобы Мардж вспомнила его, но ничего не получается. Пэтти и Сельма говорят Мардж, что её мозг блокирует воспоминания о Гомере, чтобы спасти её. Раз Гомер не может заставить Мардж вспомнить его, то он решает снова влюбить её в него. Мардж выгоняет Гомера из дома. Он едет к отцу, в дом престарелых. А сестры Бувье хотят её познакомить с другим мужчиной. И у них это получается на свидании вслепую. Ленни и Карл звонят Гомеру и говорят, что Мардж гуляет с другим мужчиной. Он едет к месту их свидания. Этот мужчина бежит от Мардж, когда узнает, что у неё трое детей. Гомер рассказывает ему о хороших сторонах Мардж. Это очень трогает её и она действительно влюбляется в него. Но при упоминании пива она вспоминает и Гомера(просто он раньше не с этого начал).